# Ludwig Hofacker

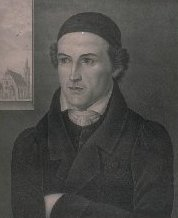
Ludwig Hofacker (1798–1828)

Wilhelm Gustav Ludwig Hofacker (* 15. April 1798 in Wildbad im Schwarzwald; † 18. November 1828 in Rielingshausen bei Marbach am Neckar) war ein evangelischer Pfarrer.

## Leben
Ludwig Hofacker war der dritte Sohn von Carl Friedrich Hofacker (1758–1824), Diakon und Pfarrer in Bad Wildbad, seit 1812 Stadtpfarrer und Amtsdekan an der Leonhardskirche in Stuttgart. Seine Mutter war Friederike Klemm (1770–1827). Sein älterer Bruder war Karl Ludwig Wilhelm von Hofacker (1794–1866), Jurist, Richter und württembergischer Landtagsabgeordneter. Ludwig Hofacker besuchte nach seiner Konfirmation in Öschingen (1812) zunächst für eineinhalb Jahre das Pädagogium in Esslingen (das heutige Georgii-Gymnasium), danach die Evangelischen Seminare (Gymnasien) in den Klöstern Schöntal (1813) und Maulbronn (1814–1816). Anschließend studierte er seit 1816 Evangelische Theologie in Tübingen. 1818 schloss er das Studium mit einer Magisterprüfung ab.
Am 18. August 1820 erlitt er im Zusammenhang mit einem Sturz in der Tübinger Clinicumsgasse einen schweren gesundheitlichen Zusammenbruch, von dem er sich nie mehr richtig erholte. Von 1820 an war er Vikar in Stetten im Remstal und später in Plieningen bis 1821. Seit März 1823 war er als Hilfsprediger an der Stuttgarter Leonhardskirche tätig in Vertretung seines erkrankten Vaters.
Hier zeigte sich die besondere Predigtgabe von Ludwig Hofacker. Schon eine Stunde vor Gottesdienstbeginn war die Kirche oft überfüllt. Die Hörer kamen oft von weither angereist. In der nach-napoleonischen Zeit waren die christozentrischen Predigten Hofackers sehr anziehend, aber auch heute noch werden seine Predigtbände in vielen Sprachen neu aufgelegt. Weitere Elemente in den Predigten waren der Ruf zur Entscheidung und der Kampf gegen die Lauheit. Die Gemeinde der Leonhardskirche wollte eine Festanstellung von Hofacker. Die Kirchenleitung lehnte diesen Antrag aber ab. Sie hatte immer noch Schwierigkeiten mit der Erneuerungsbewegung des Pietismus. Stattdessen wurde Ludwig Hofacker vom 1. Juli 1826 an in die 450-Leute-Gemeinde Rielingshausen, einen heutigen Ortsteil von Marbach am Neckar, versetzt, wo er am 18. November 1828 im Alter von nur 30 Jahren verstarb.

## Ehrungen
Seit 1959 nennt sich ein loser Zusammenschluss innerkirchlicher Pietisten Ludwig-Hofacker-Vereinigung, diese hat sich 2011 in Lebendige Gemeinde. ChristusBewegung in Württemberg e. V. umbenannt. Ihre Mitglieder sind im Gesprächskreis „Lebendige Gemeinde“ innerhalb der Synode der Evangelischen Landeskirche in Württemberg vertreten.
Die Evangelische Kirche in Marbach-Rielingshausen (seine letzte Predigtkirche) und das evangelische Gemeindehaus in Bad Wildbad sind nach ihm benannt. Auch eine evangelische Kirche und die zugehörige Kirchengemeinde in Stuttgart tragen seinen Namen. Es handelt sich dabei um eine der sogenannte Bartning-Notkirchen, einen der ersten Kirchenbauten nach dem Zweiten Weltkrieg in Stuttgart.
Die Evangelische Kirche in Deutschland erinnert mit einem Gedenktag im Evangelischen Namenkalender am 18. November an Ludwig Hofacker.